# Saskia Serbest
Saskia Serbest (* 19. Juni 2001 in Memmingen) ist eine ehemalige deutsche Eishockeytorhüterin, die zwischen 2016 und 2022 für den ECDC Memmingen in der Fraueneishockey-Bundesliga spielte.

## Karriere
Saskia Serbest begann beim ECDC Memmingen in der U16-Mannschaft im Jahr 2014. In der Folgesaison wurde sie in den Kader der Frauen-Bundesliga berufen, dem sie bis zum Ende der Saison 2021/22 angehörte. Mit dem Verein gewann sie 2018 und 2019 die deutsche Meisterschaft.